# ディオ〜唱聖に捧ぐ
『ディオ〜唱聖に捧ぐ』（原題：Dio）は、ノルウェーのヴォーカリストであるヨルン・ランデが率いるプロジェクト、ヨルンが2010年に発表したアルバム。ロニー・ジェイムズ・ディオに捧げるトリビュート・アルバムとして発表された。ランデが作詞・作曲した新曲「ソングス・フォー・ロニー・ジェイムズ」と、ロニー・ジェイムズ・ディオがレインボー、ブラック・サバス、ディオで歌唱してきた楽曲のカヴァーが収録されている。「ソングス・フォー・ロニー・ジェイムズ」は、ミュージック・ビデオも制作された。

## 背景
ヨルン・ランデは、2006年から本作収録曲の一部をレコーディングしており、2007年発表のカヴァー・アルバム『Unlocking the Past』に、ブラック・サバスの2曲をメドレーにしたカヴァー「孤独の定め/レターズ・フロム・アース」とレインボーのカヴァー「キル・ザ・キング」を収録した。ただし、本作の「孤独の定め/レターズ・フロム・アース」は再録音されたヴァージョンを使用している。そして、2008年10月から11月にも何曲かを録音して、2009年にはオリジナル曲「ソングス・フォー・ロニー・ジェイムズ」等をレコーディングした。
しかし、アルバム発表前の2010年5月16日にディオが死去。それから1カ月半後の7月2日に本作がヨーロッパで発表されると、「ディオが死去したばかりであることを利用した」と批判されたこともあったが、ランデはそれに対して反論し、ディオの生前からレコーディングが進められていたことを明かした。

## 収録曲
1. ソング・フォー・ロニー・ジェイムズ - "Song for Ronnie James" - 8:06
  - 本作のために作られたオリジナル曲。
2. インビジブル - "Invisible" - 5:19
  - ディオのアルバム『情念の炎〜ホーリィ・ダイヴァー』（1983年）収録曲。
3. シェイム・オン・ザ・ナイト - "Shame on the Night" - 5:21
  - アルバム『情念の炎〜ホーリィ・ダイヴァー』収録曲。
4. プッシュ - "Push" - 3:59
  - ディオのアルバム『キリング・ザ・ドラゴン』（2002年）収録曲。
5. スタンド・アップ・アンド・シャウト - "Stand Up and Shout" - 3:21
  - アルバム『情念の炎〜ホーリィ・ダイヴァー』収録曲。
6. ドント・トーク・トゥ・ストレンジャー - "Don't Talk to Strangers" - 4:55
  - アルバム『情念の炎〜ホーリィ・ダイヴァー』収録曲。
7. ロード・オブ・ザ・ラスト・デイ - "Lord of the Last Day" - 4:51
  - ディオのアルバム『マジカ』（2000年）収録曲。
8. ナイト・ピープル - "Night People" - 4:25
  - ディオのアルバム『ドリーム・イーヴル』（1987年）収録曲。
9. セイクレッド・ハート - "Sacred Heart" - 6:24
  - ディオのアルバム『セイクレッド・ハート』（1985年）収録曲。
10. サンセット・スーパーマン - "Sunset Superman" - 4:53
  - アルバム『ドリーム・イーヴル』収録曲。
11. 孤独の定め/レターズ・フロム・アース - "Lonely Is the Word / Letters from Earth (2010 Version)" - 5:25
  - ブラック・サバスのアルバム『ヘヴン&ヘル』（1980年）と『ディヒューマナイザー』（1992年）収録曲のメドレー。
12. キル・ザ・キング - "Kill the King" - 4:02
  - レインボーのアルバム『バビロンの城門』（1978年）収録曲。
13. ストレイト・スルー・ザ・ハート（ライヴ） - "Straight Through the Heart (live)" - 5:00
  - アルバム『情念の炎〜ホーリィ・ダイヴァー』収録曲。

### 日本盤ボーナス・トラック
1. エジプト - "Egypt (The Chains Are on)" - 6:45
  - ディオのアルバム『ラスト・イン・ライン』（1984年）収録曲。

## 参加ミュージシャン
- ヨルン・ランデ - ボーカル
- トーレ・セント・モーレン - ギター
- イゴール・ギアノラ - ギター
- トール・エリク・マイアー - ギター
- ニック・アンギレリ - ベース
- ウィリー・ベンディクセン - ドラムス

アディショナル・ミュージシャン
- トミー・ハンセン - キーボード
- ヨルン・ヴィッゴ・ロフスタッド - ギター(on 11. 12. 13.)
- Espen Mjøen - ベース(on 1. 11.)
- スタイナール・クロクモ - ベース(on 12.)
- スティアン・クリストファーセン - ドラムス(on 12.)
- ロニー・テグナー - キーボード(on 12.)